# Reiley McClendon
Eric Reiley McClendon II (* 11. März 1990 in Baton Rouge, Louisiana) ist ein US-amerikanischer Schauspieler.

## Leben
Obwohl in Baton Rouge geboren wuchs Reiley McClendon als Sohn von Eric und Holly McClendon in der Kleinstadt Roseland heran. Er hat eine Schwester. Schon früh wusste er, dass er Schauspieler werden wollte. Seine erste Filmrolle bekam er als Achtjähriger, 1998, in einer Episode der Fernsehserie Will & Grace. Es folgten kleinere Serienauftritte in Profiler oder Ein Hauch von Himmel. Das Jahr 2000 war jenes Jahr, in dem McClendon der Durchbruch gelang. Zuerst spielte er eine Hauptrolle in der Filmkomödie Danny and Max, danach wirkte er in Michael Bays Kriegsdrama Pearl Harbor als jüngere Version von Josh Hartnett mit.
Neben zahlreichen Fernsehserien, in denen McClendon zu sehen war, darunter Emergency Room – Die Notaufnahme, Everwood, Zoey 101 oder Law & Order: Special Victims Unit wirkte er auch in Spielfilmen mit, darunter 2008 im Jugendfilm Sky Busters – Die Himmelsstürmer.
Reiley McClendon absolvierte die Grace Brethren High School in Los Angeles. Zusammen mit ihm zählte auch der Schauspieler Jason Dolley zu den Jahrgangsabsolventen.
Reiley McClendon ist seit dem 10. Juni 2011 verheiratet.

## Filmografie (Auswahl)
- 1998: Fernsehserie, (Fernsehserie, Folge 3x08)
- 1998: Will & Grace (Fernsehserie, Folge 1x05)
- 1999: Ein Hauch von Himmel (Touched by an Angel, Fernsehserie, Folge 6x06)
- 1999: The Love Boat: The Next Wave (Fernsehserie, Folge 2x16)
- 2000: Norm (The Norm Show, Fernsehserie, Folge 3x10)
- 2000: The Kid – Image ist alles (The Kid, als Mark)
- 2000: Der Mann der Anderen (Another Woman’s Husband, Fernsehfilm)
- 2000: Fail Safe – Befehl ohne Ausweg (Fail Safe)
- 2000: Danny and Max (Hauptrolle als Danny)
- 2001: Pearl Harbor (als junger Danny Walker)
- 2002: Mein Freund Ben (Fernsehfilm)
- 2002: Emergency Room – Die Notaufnahme (ER, Fernsehserie, Folge 8x15)
- 2003: Eddies große Entscheidung (Eddie’s Million Dollar Cook-Off, Fernsehfilm)
- 2003: Mein Freund Ben 2 – Der Film (Gentle Ben 2: Danger on the Mountain, Fernsehfilm)
- 2003: Criminal Intent – Verbrechen im Visier (Law & Order: Criminal Intent, Fernsehserie, Folge 3x09)
- 2003: Everwood (Fernsehserie, Folge 2x03)
- 2005: Law & Order: Special Victims Unit (Fernsehserie, Folge 6x12)
- 2005: Zoey 101 (Fernsehserie, Folge 1x04)
- 2005: Wild-West-Biking (Fernsehfilm)
- 2005: The Nickel Children
- 2005–2006: Just Legal (Fernsehserie, 5 Folgen = 1x01–1x06)
- 2006: The Optimist – Eine Familie mit besonderer Note (The Elder Son)
- 2006: Medium – Nichts bleibt verborgen (Medium, Fernsehserie, Folge 2x12)
- 2006: Lenexa, 1 Mile
- 2006: CSI: Miami (Fernsehserie, Folge 5x05)
- 2007: CSI: Den Tätern auf der Spur (CSI: Crime Scene Investigation, Fernsehserie, Staffel 7 Episode 17)
- 2008: Sky Busters – Die Himmelsstürmer (The Flyboys)
- 2008: Danny Fricke (Fernsehfilm)
- 2009: Safe Harbor (Fernsehfilm)
- 2009: The Cleaner (Fernsehserie, Folge 2x09)
- 2009: Accused at 17
- 2010: Dirty Girl
- 2011: Rizzoli & Isles (Fernsehserie, Folge 2x14)
- 2012: The Mine
- 2012: Vegas (Fernsehserie, Folge 1x08)
- 2013: Suits (Fernsehserie, Folge 2x11)
- 2013: Navy CIS (NCIS: Naval Criminal Investigative Service, Fernsehserie, Folge 10x15)
- 2013: Monday Mornings (Fernsehserie, Folge 1x07)
- 2013: Ironside (Fernsehserie, Folge 1x09)
- 2013–2014: The Fosters (Fernsehserie, 8 Folgen)
- 2014: Dawn (Kurzfilm)
- 2014: Outpost 37 – Die letzte Hoffnung der Menschheit (Outpost 37)
- 2015: Battle Creek (Fernsehserie, Folge 1x12)
- 2015: If I Tell You I Have to Kill You
- 2015–2017: Hey You, It’s Me (Fernsehserie, 3 Folgen)
- 2016: The Perfect Daughter
- 2016: Zeit der Sehnsucht (Days of Our Lives, Seifenoper, 4 Folgen)
- 2016: Major Crimes (Fernsehserie, Folge 5x07)
- 2016: Tell Me How I Die
- 2016: Kill the King
- 2017: Time Trap
- 2017: Wisdom of the Crowd (Fernsehserie, Folge 1x11)
- 2018: Navy CIS: L.A. (NCIS: Los Angeles, Fernsehserie, Folge 10x11)
- 2019: Softball (Kurzfilm)
- 2019: Christmas in July
- 2021: The Man from Nowhere